# 乔纳森·伍德盖特
乔纳森·伍德盖特（英語：Jonathan Woodgate，1980年1月22日—），英格蘭職業足球員，司職中堅，曾效力英格蘭的列斯聯、紐卡素、米杜士堡、熱刺及西甲的皇家馬德里。

## 生平

### 球會
列斯聯
伍德盖特出生於米德爾斯伯勒，早於13歲時就參與了本地球會米杜士堡的青訓訓練，其後由於家庭與球會就未來發展有分歧，於16歲時轉投列斯聯陣營，更於1997年協助球隊贏得英格蘭足總青年盃，由於活基治有良好的判斷能力與頭球技術，因此被改造為中堅球員，1998年10月17日首場為一隊上陣時的對手是諾定咸森林。
後來，活基治入選18歲以下國家隊，並於一年後晉升為大國腳，可是由於活基治在2002年世界杯外圍賽時與列斯聯隊友李·保耶發生傷人事件一事而被拒於門外，不能隨隊出賽世界杯的決賽周賽事之外，更被罰暫停踢國際賽3年。
紐卡素
2003年冬季，債台高築的列斯聯把活基治以900萬英鎊加轉售分紅賣至紐卡素，但卻因大腿受傷而只能為新球會上陣10場，更因此而無法參與2004年歐洲國家杯。
皇家馬德里
一年後，西甲班霸之一的皇家馬德里為改善後防問題以1,340萬英鎊簽入活基治，可惜活基治又再次因大腿受傷而無法上陣長達17個月之多，後來，活基治於對畢爾包的聯賽首次為皇家馬德里上陣，但首仗賽事即領紅被逐。活基治更在25分鐘誤將對手的傳球送入己方的龍門，但最終皇家馬德里仍能以3-1反勝對手。第二場比賽是歐聯的分組賽主場對洛辛堡，活基治於48分鐘入球，該入球是活基治自加盟皇家馬德里後的第一個入球。
2006/07年球季開始前，皇家馬德里把活基治外借至英超球會米杜士堡。
米杜士堡
2006/07年球季，活基治回到家鄉球會米杜士堡，活基治迅速坐穩正選，並表現出色，更曾出任球隊隊長一職。2007年2月2日，在麥卡倫公布主場迎戰西班牙的最新英格蘭大軍名單中，活基治3年來首度獲得國家隊徵召。2月5日，活基治獲准於轉會市場重開時加盟米杜士堡，但稍後皇家馬德里又反口說交易尚未確定。2007年6月，經過半季外借後，正式由皇家馬德里轉會至米杜士堡。
熱刺
2008年1月，活基治再從米杜士堡轉會至热刺，穿著39號球衣。於2008年1月30日披上熱刺球衣首戰愛華頓。2008年2月24日在聯賽盃決賽加時頂入致勝入球，以2-1反勝車路士，為熱刺自1999年來首次奪得錦標，這個代表熱刺的處子入球亦為活基治贏得決賽「最佳球員」（man of the match）。
史篤城
2011年7月11日以上陣支薪形式加盟英超球會史篤城。
米杜士堡
2012年7月6日，通過體格檢查後，活基治以自由球員身份再次加盟英冠的米杜士堡，簽署三年合約。